# Ponts de Bellevue
Les ponts de Bellevue sont un double-pont permettant à la N 844 (faisant partie du périphérique nantais) de franchir la Loire à l'est de Nantes. Bien que reliant la commune de Sainte-Luce-sur-Loire (au nord) à celle de Basse-Goulaine (au sud), c'est un ouvrage d'art important qui rentre dans le cadre du plan de circulation automobile de l'agglomération nantaise.

## 1erpontde Bellevue
Construit en 1968-1970, il est le premier pont de type autoroutier franchissant la Loire au niveau de l'agglomération nantaise et permet la jonction est de son périphérique. Il décharge ainsi le centre-ville d'un trafic routier considérable.
C'est un pont en poutre-caisson, à hauteur variable. Il a été construit par ETPO, qui a aussi construit le Pont des Trois-Continents à Nantes. Le tablier est en béton précontraint, sa longueur est de 385 mètres, la largeur de la poutre va de 10 à 12 mètres. Le viaduc d'accès au nord est long de 168 m, tandis que celui du sud est long de 128 mètres.

## 2epontde Bellevue
Le deuxième pont de Bellevue double le premier. Il a été construit de 1988 à 1990 par CITRA et Spie Batignolles. C'est un pont en poutre-caisson à hauteur variable. Construit en encorbellement, ce pont dont le tablier est en béton précontraint a des portées courantes de 80 mètres. Les piles sont installées sur un massif de béton immergé à 12 mètres sous semelles.

## Connexions des ponts
- Au nord, les ponts sont connectés à l'échangeur de la "Porte d'Anjou" (sortie 43) qui dessert notamment l'A811 en direction de l'A11 (Angers, Paris), et le boulevard de la Prairie-de-Mauves vers le centre-ville de Nantes.
- Au sud, ils sont connectés à l'échangeur de la "Porte du Vignoble" (sortie 44) qui dessert notamment la RN249 en direction de Cholet et Poitiers et la RD751 (« Levée de la Divatte » ou « Boulevard de la Loire »)en direction de La Varenne et de Champtoceaux.

## Travaux de 2008
De 2006 à 2008, d'importants travaux de restructuration ont été effectués sur le pont notamment pour aménager les échangeurs de la "Porte d'Anjou" et surtout de la "Porte du Vignoble". Ce dernier échangeur permet désormais la continuité du périphérique. Cependant, au niveau de la "Porte de Gesvre", le périphérique n'est pas encore continu.